# Bicicletta di sicurezza

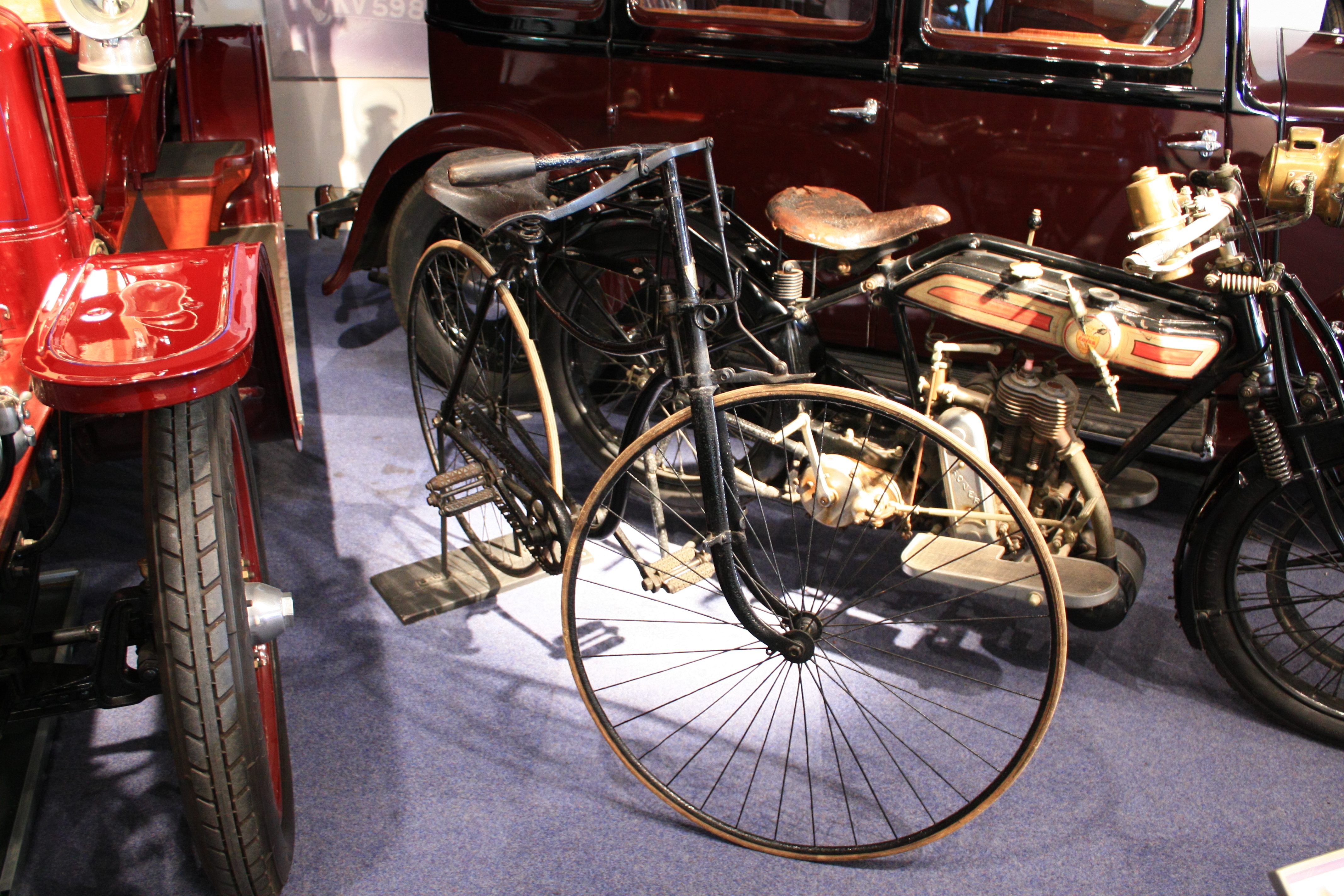
Rover safety bicycle del 1888 presso il Coventry Transport Museum

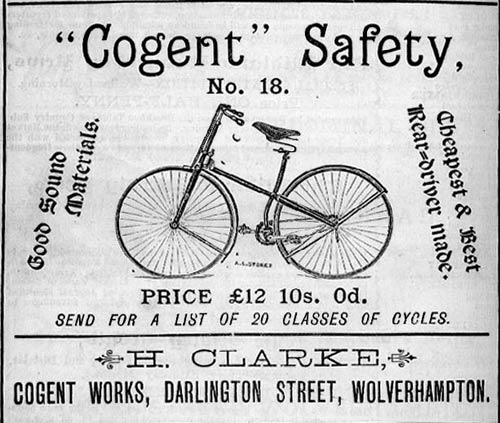
Pubblicità del 1887

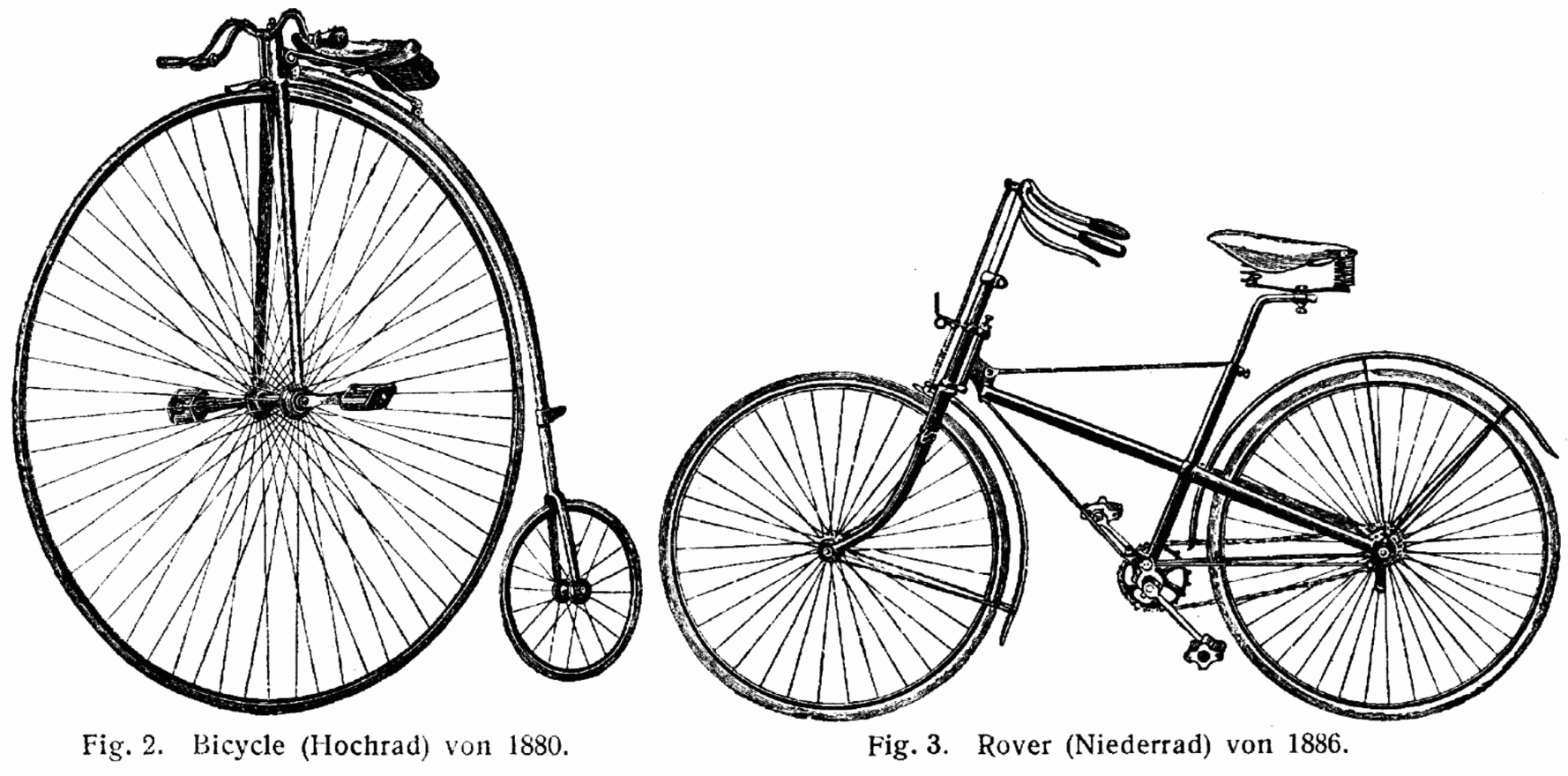
Immagine del 1904 Dictionary of Technology, biciclo del 1880 a sinistra e rover del 1886 sulla destra

Una bicicletta di sicurezza (in lingua inglese:  Rover safety bicycle) è un tipo di bicicletta popolare sul finire degli anni ottanta del XIX secolo come alternativa al biciclo. 
Il termine di sicurezza era dovuto alla ruota anteriore più piccola che rendeva più sicuro il mezzo. Il termine "bicicletta di sicurezza" è oggi obsoleto, ma fu usato anche per le biciclette con ruote diverse in diametro tra anteriore e posteriore.

## Storia
La prima bicicletta chiamata "safety" in lingua inglese fu disegnata da Harry John Lawson nel 1876 anche se altri modelli furono sviluppati prima come quello di Thomas Humber del 1868.
A differenza del biciclo, il guidatore riusciva a mettere i piedi per terra da fermo in posizione seduta. La catena muoveva la ruota posteriore, dando maggiore sicurezza alla persona. Il modello originale usava un sistema a pedivella come nelle Treadle bicycle per trasmettere il moto; l'aggiornamento del 1879 usò una catena, come quelle odierne. La bicicletta di Lawson fu molto costosa paragonata ai bicicli. Un'altra variante fu la bicicletta Kangaroo.
Nel 1885, le biciclette di sicurezza catalogate su Henry Sturmey Indispensable Handbook to the Safety Bicycle includevano sette con pedivelle anteriori, 44 a ingranaggi sulla ruota anteriore e solo nove con trasmissione a catena posteriore. Nello stesso anno, John Kemp Starley presentò la prima bicicletta "safety" chiamata Rover.
La bicicletta di sicurezza fu un grande passo in avanti rispetto al biciclo. Le ruote più piccole davano il problema di un viaggio più rigido ma tale peggioramento fu presto superato dall'introduzione di pneumatici da parte di John Boyd Dunlop.
Comparata con il triciclo, la leggerezza ne aumentava l'agilità in termini di maneggevolezza e fu meno costosa.

## Caratteristiche
La caratteristica peculiare fu l'introduzione delle ruote di eguale dimensione in diametro o dell'anteriore più piccola e la trasmissione a catena. Il telaio più noto fu a "triangolo", conosciuto anche come diamond frame (a diamante). Una variante fu il telaio che permetteva il passaggio della gamba.

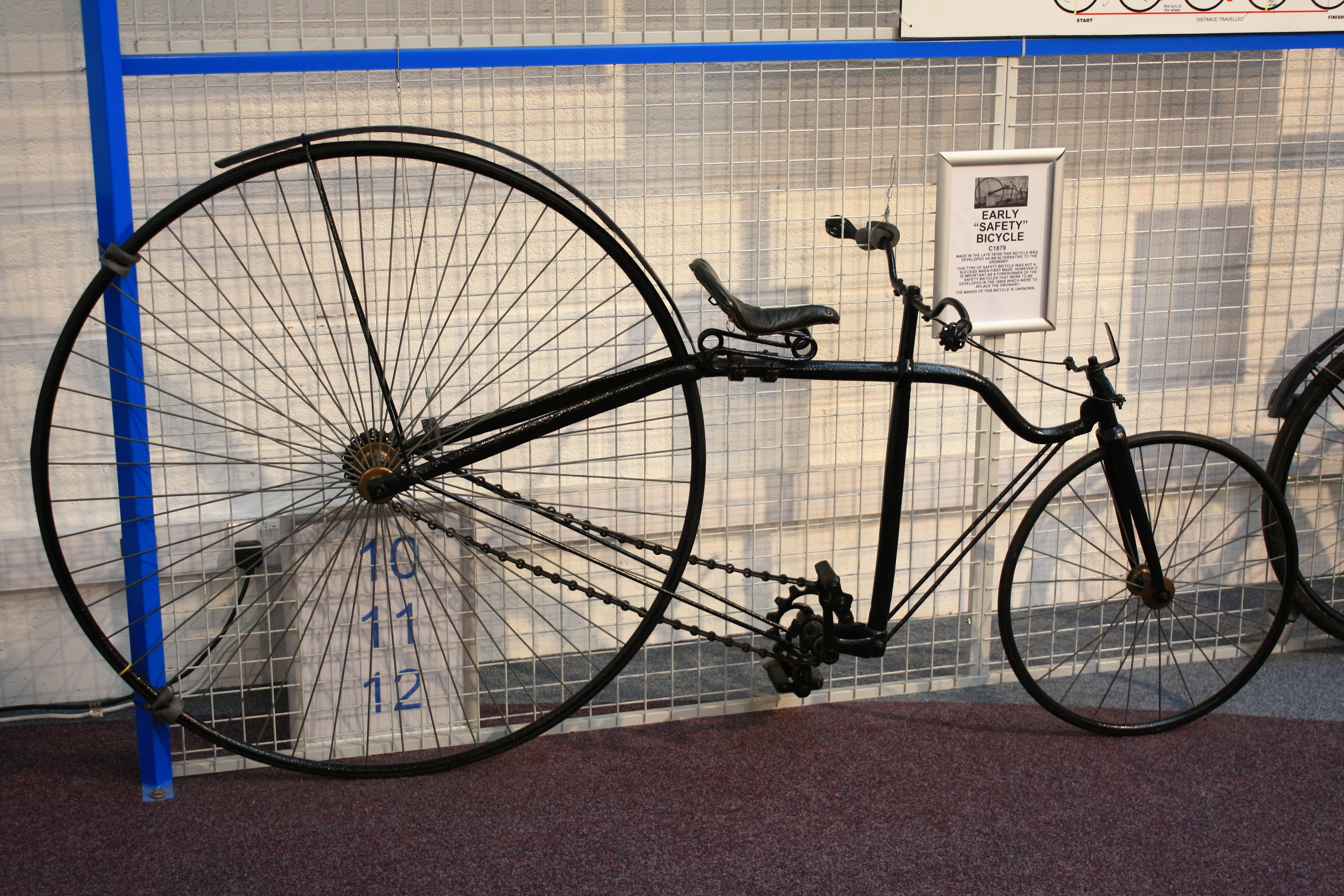
Bicicletta di sicurezza del 1879, Coventry Transport Museum.
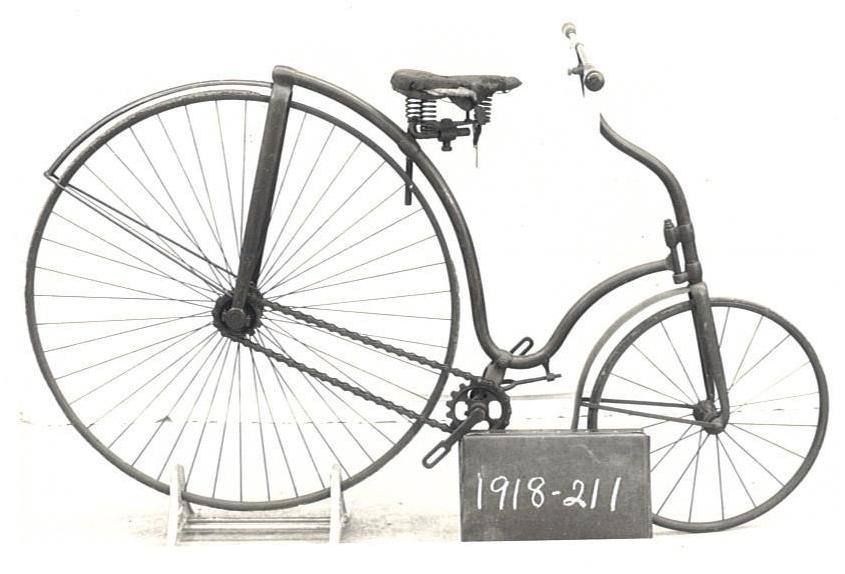
Una McCammon del 1884.
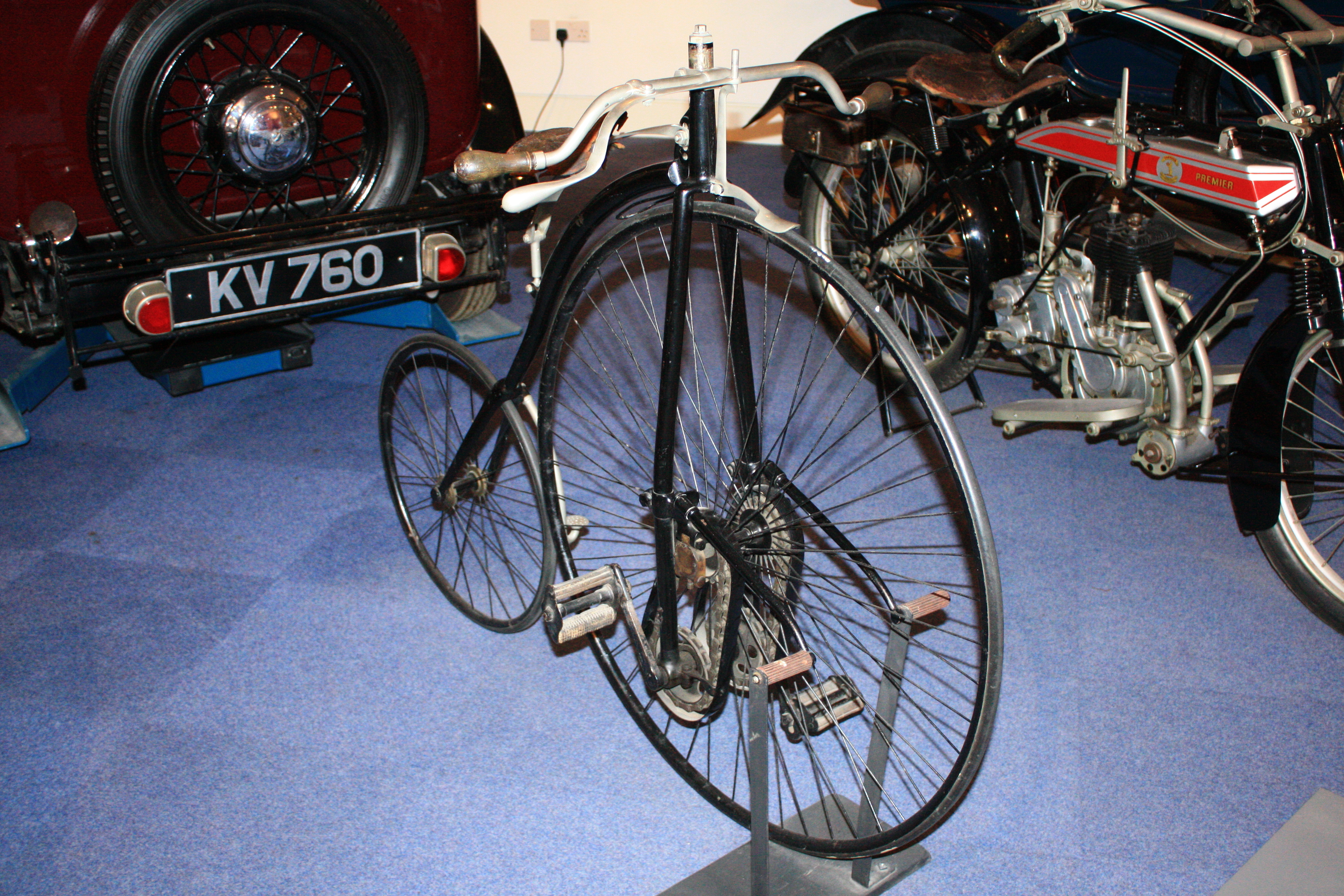
Kangaroo del 1884, Coventry Transport Museum
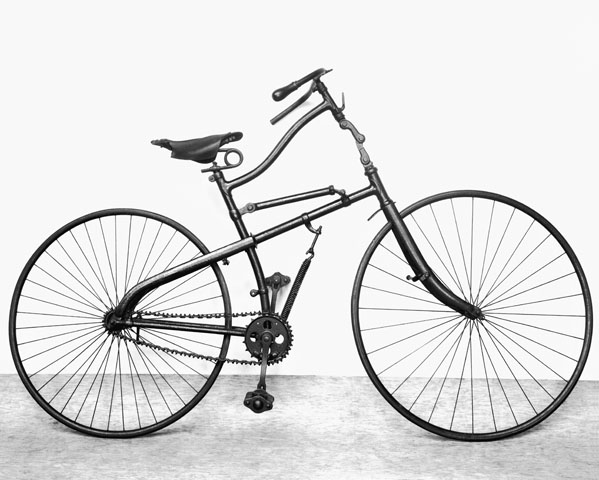
Whippet del 1885.
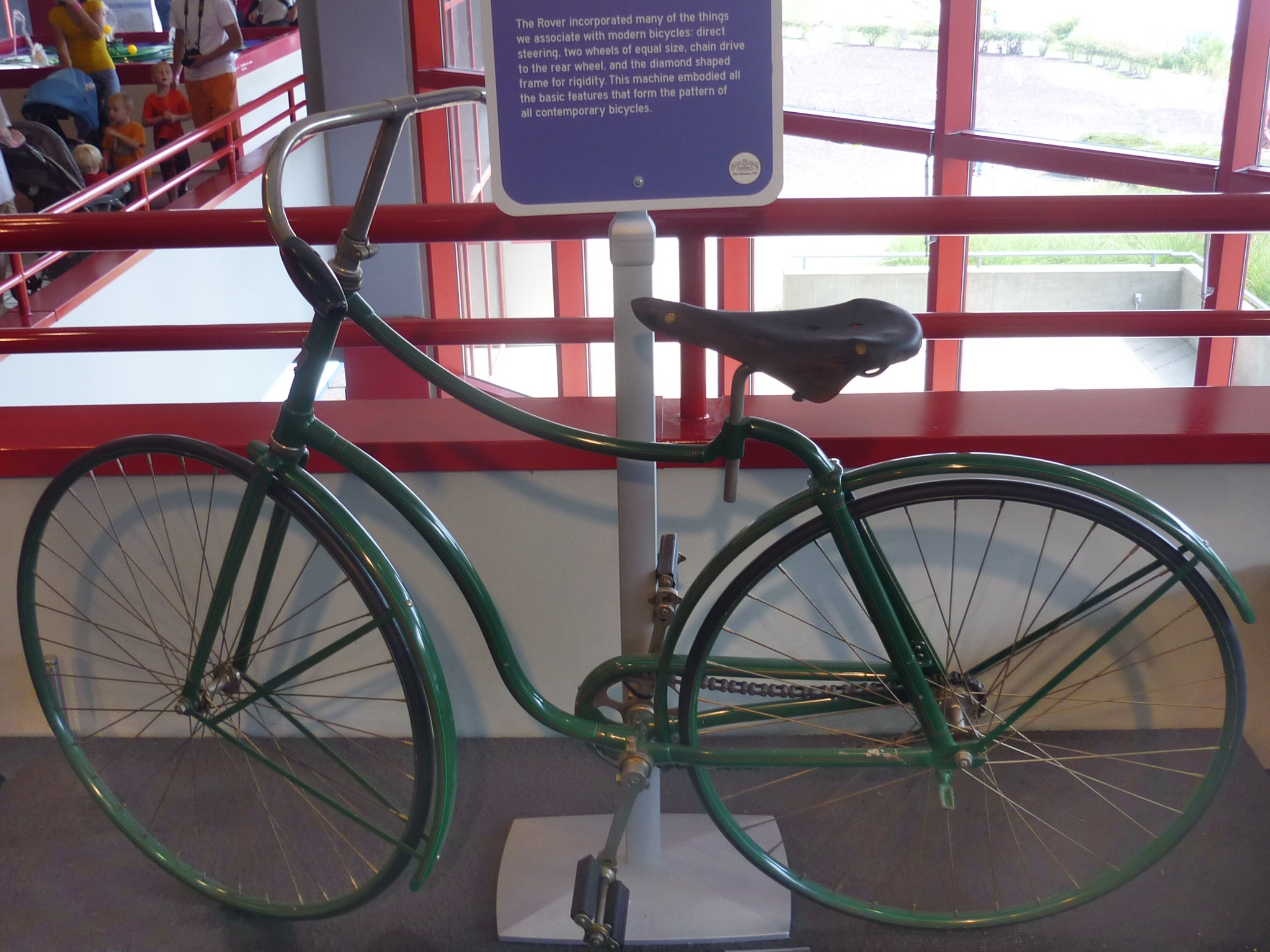
John Kemp Starley del 1886
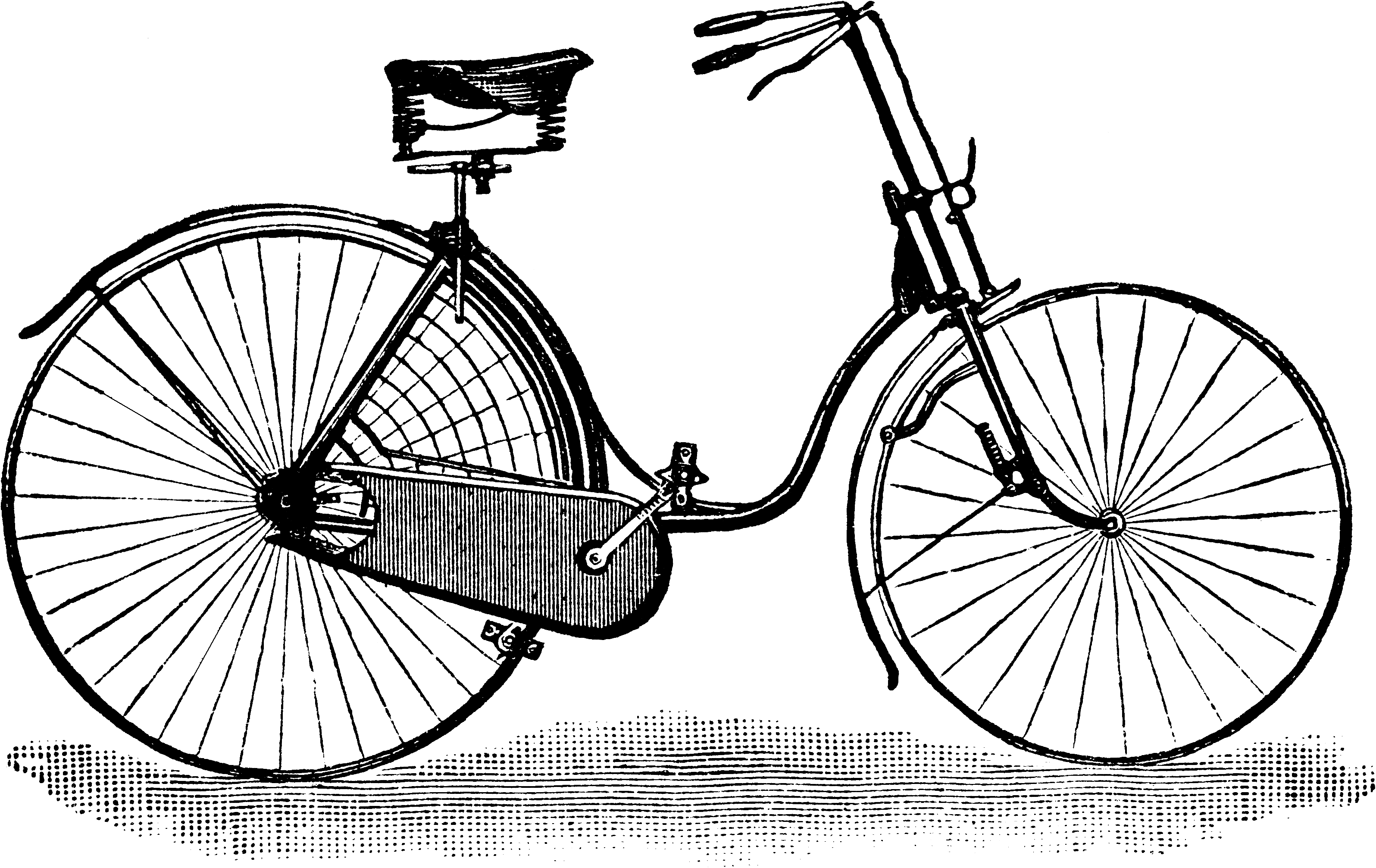
Telaio con passaggio gamba del 1889
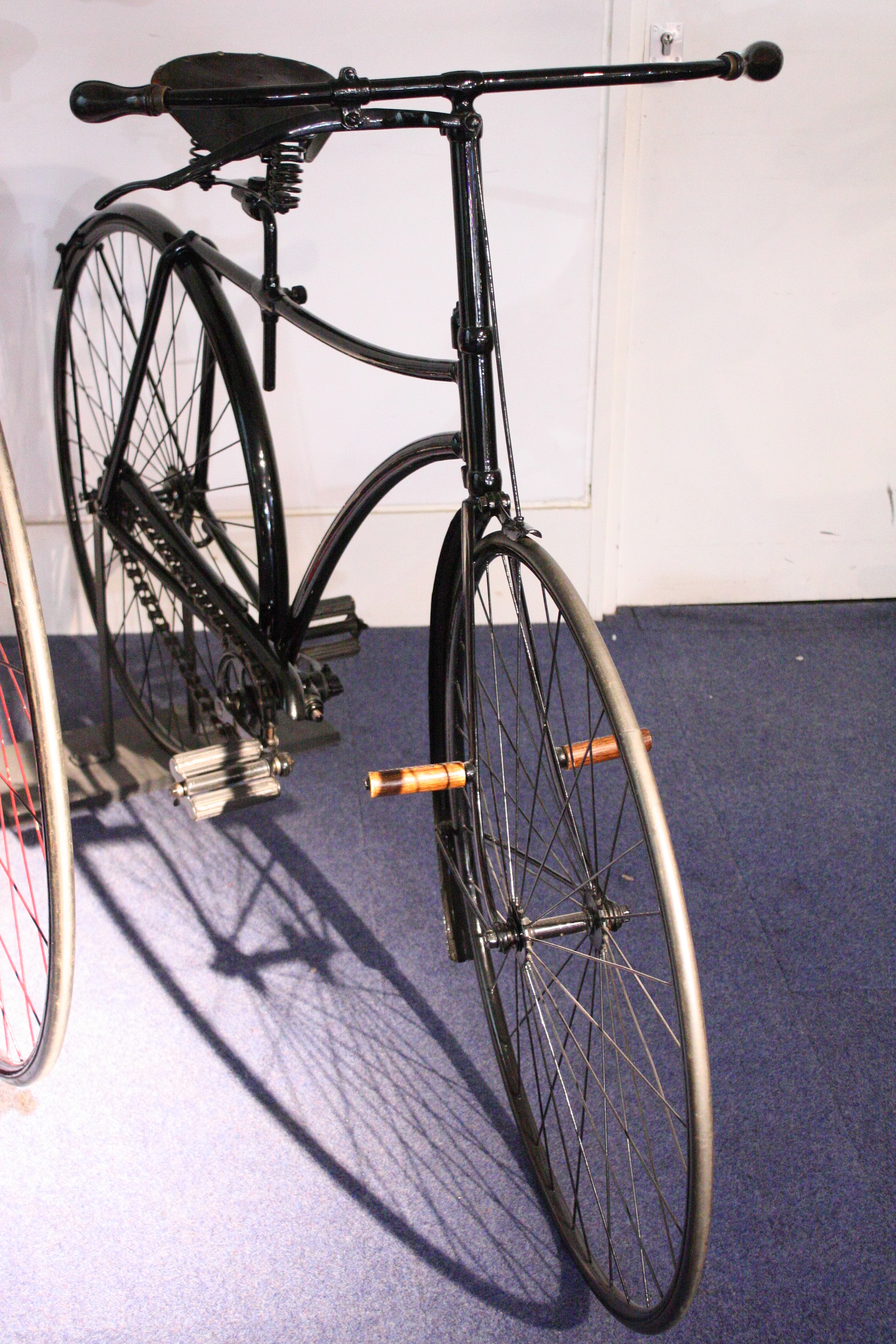
Swift safety bicycle del 1886, Coventry Transport Museum